# Tony Yoka
Tony Yoka, född den 28 april 1992, är en fransk boxare som vann guld i supertungvikt vid Olympiska sommarspelen 2016.